# 4-羧基苯硼酸
4-羧基苯硼酸是一种有机硼酸，化学式为C7H7BO4。

## 合成
4-溴苯硼酸和硼酸三异丙酯反应，先后用正丁基锂和盐酸处理，可以得到4-羧基苯硼酸。4-甲基苯硼酸或4-甲酰基苯硼酸的氧化反应也可用于制备4-羧基苯硼酸。